# Пламен Петров (футболист)
Вижте пояснителната страница за други личности с името Пламен Перов.
Пламен Петров е български футболист, играл като полузащитник и нападател.
Роден е на 22 юли 1972 г. в Сливен, състезател на Миньор (Бобов дол) (2010).

## Футболна кариера
Започва кариерата си в Сливен. После играе за Ботев (Пд).
През есента на 1996 г. е взет на проби в Левски (Сф) и играе в две контроли. Оттам е преотстъпен на Велбъжд, тогава Левски (Кюстендил), където играе 5 сезона (от 1996 до 2001 г.) и става любимец на кюстендилските фенове.
С екипа на „кюстендилци“ има над 150 официални мача и 51 отбелязани гола (общо за шампионат и купа на страната). След това играе за Черно море, Марек, Сливен, Миньор (Бобов дол), ПФК Велбъжд Кюстендил и ПФК Чавдар (Бяла Слатина).
Петкратен бронзов медалист през 1994 и 1995 с „Ботев“ и през 1999, 2000 и 2001 г. с Велбъжд. Финалист за купата на страната през 2001 г. В евротурнирите е изиграл 4 мача (2 за Сливен в КНК и 2 за Ботев в УЕФА).
За националния отбор има 1 мач.

## Статистика по сезони
- Сливен – 1990/91 - А група, 17 мача/3 гола
- Сливен – 1991/92 - А група, 28/3
- Сливен – 1992/93 - А група, 20/5
- Ботев (Пд) – 1993/94 - А група, 6/2
- Ботев (Пд) – 1994/95 - А група, 28/7
- Ботев (Пд) – 1995/96 - А група, 21/2
- Велбъжд – 1996/97 - А група, 24/10
- Велбъжд – 1997/98 - А група, 29/12
- Велбъжд – 1998/99 - А група, 26/8
- Велбъжд – 1999/00 - А група, 20/2
- Велбъжд – 2000/01 - А група, 24/9
- Черно море – 2001/02 - А група, 26/0
- Марек – 2002/03 - А група, 8/2
- Сливен – 2003/04 - В група, 21/6
- Миньор (Бд) – 2004/05 - Б група, 25/4
- Миньор (Бд) – 2005/06 - Б група, 14/3
- ПФК Велбъжд Кюстендил – 2006/07 - Западна Б група
- ПФК Велбъжд Кюстендил – 2007/08 - Западна Б група
- ПФК Чавдар (Б.Сл.) – 2008/09 - Западна Б група